# 麗莎·雷蒙
麗莎·雷蒙德（英語：Lisa Raymond，1973年8月10日—）是一位美國女子職業網球運動員。
在2000年6月12日，她的雙打排名達到了世界排名第一。而她職業生涯的最高單打排名為1997年10月時的世界第15號。
在她職業生涯中獎金收入超過700萬美元，雷蒙德已達到在單打四分之一決賽在澳大利亞公開賽和溫布頓。雷蒙德是一位右手持拍的球員，在雙打比賽已經贏了大威廉絲，阿蘭查·桑切斯·維卡里奧，莫妮卡·莎莉絲和玛蒂娜·辛吉斯。她也是贏得大滿貫賽雙打的少數選手之一。
她有4個單打冠軍，兩個冠軍來自於田納西州孟菲斯。
雖然她是雙打排名第一的選手，可是她在2000年夏季奧林匹克運動會沒有入選美國隊。相反，教練比利·簡·金選擇了女單前4名美國球員：林賽·達文波特，維納斯·威廉絲，莫妮卡·莎莉絲和莎蓮娜·威廉絲。在該屆奧運會，維納斯·威廉絲奪得單打金牌，而雙打則由維納斯·威廉絲與莎蓮娜·威廉絲姐妹聯手奪得。
雷蒙德是一個女同性戀者，她的伴侶是她的前任雙打搭檔，澳大利亞的雷内·斯塔布斯。

## 外部連結
- 麗莎·雷蒙的国际女子网球协会官方資料（英文）
- 麗莎·雷蒙的國際網球總會 職業／青少年 官方資料（英文）
- Fed Cup - Player profile - Lisa RAYMOND (USA)（页面存档备份，存于）